# Ангун
Ангун Чипта Сасми (на индонезийски: Anggun Cipta Sasmi), по-известна само като Ангун, е индонезийска и френска поп и рок певица.
Дъщеря е на Darto Singo, художник от остров Ява, и Dien Herdina, свързана със Sultan Palace.
Започва кариерата си на сцената „Taman Impian Jaya Ancol“ на 7-годишна възраст и 2 години по-късно записва първия си детски албум.
В ранна възраст постига успех като рок певица в Индонезия. Под ръководството на Ian Antono записва първия си студиен рок албум Dunia Aku Punya през 1986 г. Записва сингъла Mimpi през 1989 г.

## Дискография

### Студийни албуми
- Dunia Aku Punya (1986)
- Anak Putih Abu Abu (1991)
- Nocturno (1992)
- Anggun C. Sasmi... Lah!!! (1993)
- Snow on the Sahara (1997)
- Chrysalis (2000)
- Luminescence (2005)
- Elevation (2008)
- Echoes (2011)

### Сингли
- Tua Tua Keladi (1990)
- Mimpi (1990)
- Snow On The Sahara (1997)
- In My Mind (2003)
- Elovution (2005)
- Echo (You & I) {2012)